# 肥田式強健術
肥田式強健術（ひだしききょうけんじゅつ）は肥田春充が創始した心身鍛錬体系。正式名称を聖中心道肥田式強健術という。
春充の晩年の著作（『1分間の強健法』等）によれば、強健術、天真療法、宇宙倫理の三つに大別した体系となっている。

## 強健術
以下の八大要件を備え、腰と腹に同量の力を込める「中心力」によって心身を鍛錬する体系。
1. 筋肉の発達
2. 内臓の壮健
3. 姿勢の調和
4. 体格の均整
5. 動作の敏活
6. 皮膚の強靭
7. 気力の充実
8. 精神の平静

強健術には大別して、「簡易強健術」「氣合応用強健術」「椅子運動法」「正中心鍛冶術」「中心力抜刀術」等があり、それぞれが「腰腹同量の正中心」練磨を目指している。
簡易強健術
一名「呼吸応用の強健術」とも言われ、呼吸と動作を調和させ両足を固定して、全身の主要筋肉と正中心を鍛える法。十種の型より構成される。
1. 腓腹筋練修法（脹脛）
2. 上脚二頭筋練修法（股の下の筋肉）
3. 上脚四頭筋練修法（股の筋肉）
4. 斜腹筋練修法（横腹の筋肉）
5. 廣背筋練修法（背中の筋肉）
6. 大胸筋練修法（胸の筋肉）
7. 三角筋練修法（肩の筋肉）
8. 上膊三頭筋練修法（上腕の後の筋肉）
9. 上膊二頭筋練修法（上腕の前方の筋肉即ち力瘤）
10. 前腕筋練修法（前腕の筋肉）

氣合応用強健術
「踏み附け」「踏み込み」と呼ばれる独特の脚さばきにより、脚の力を腹と腰に伝え氣合を込め「正中心」及び全身の主要筋肉を鍛える法。十一種の型より構成される。
1. 前腕筋練修法（中心力を以って前腕筋を鍛へる法）
2. 上膊二頭筋練修法（中心力を以って上腕前方の筋肉、俗に云う力瘤を鍛へる法）
3. 上膊三頭筋練修法（中心力を以って上腕後方の筋肉を鍛へる法）
4. 三角筋練修法（中心力を以って肩の筋肉を鍛へる法）
5. 點頭筋練修法（中心力を以って頸の筋肉を鍛へる法）
6. 大胸筋練修法（中心力を以って胸の筋肉を鍛へる法
7. 廣背筋練修法（中心力を以って背中の筋肉を鍛へる法）
8. 斜腹筋練修法（中心力を以って横腹の筋肉を鍛へる法）
9. 上脚四頭筋練修法（中心力を以って股の上部の筋肉を鍛へる法）
10. 上脚二頭筋練修法（中心力を以って股の下部の筋肉を鍛へる法）
11. 腓腹筋練修法（中心力を以って「脹脛」を鍛へる法）

椅子運動法
椅子に腰かけたまま行い、全身の主要筋肉と呼吸と中心力を調和させながら行う鍛錬法。七種の型より構成される。
1. 前腕と呼吸と、中心力との調節運動
2. 上腕と呼吸と中心力との調節運動
3. 肩と呼吸と中心力との調節運動
4. 胸と呼吸と中心力との調節運動
5. 腰腹と呼吸との調節運動
6. 上脚と呼吸と中心力との調節運動
7. 下脚と呼吸と中心力との調節運動

正中心鍛冶術
鉄棒を両手に持ち正中心を鍛冶する法。四種の型より構成され、手に鉄棒を持たない二種の型もある。
- 正中心道腰腹練修法（上体より）
- 正中心道腰腹練修法（下体より）
- 中心力腰式鍛錬法
- 中心力腹式鍛錬法

中心力抜刀術
腰腹同量の正中心力、氣合によって、抜刀を行うもの十八種の型より構成される。
1. 坐刀の型
2. 踏打の型
3. 右横の型
4. 左横の型
5. 正前の型
6. 右上の型
7. 左上の型
8. 左斜下の型
9. 後退の型
10. 後斬の型
11. 直下の型
12. 両膝の型
13. 左膝の型
14. 一刀の型
15. 摸顛の型
16. 倒起の型
17. 立下の型
18. 立上の型

この他にも、静坐をして正中心を鍛錬する「正中心練磨法」、中心力を護身術に応用した「中心力護身法」、同様に中心力を弁論に応用した「中心力雄弁法」がある。

## 天真療法
人体の自然治癒能力を高め、病気を治療する法。「自己療法」とも呼ばれる。天真療法では治病の三大要件として、「安静」「食養」「排泄」の三要素を挙げている。
安静
身体、精神ともに休養安静にして、精力の回復を図る法。患者の容態にあわせ、第一安静～第五安静までの五段階に別れ、看護の方法、食事等について厳密に定めている。
食養
適切な栄養を供給して、体力と抵抗力を養う方法。春充は真食養の三大要件として、食物の「質」「分量」「摂取方法」が適切であることを挙げている。
排泄
排泄の適切は栄養の摂取と供に、天真療法において治病の重要な要素とされる。適切な食養を行っていれば排泄も適切に行われるが、便秘などの場合にはイルリガートルの浣腸等により排泄を促す場合もある。

## 宇宙倫理
哲学真理、科学真理、宗教真理は一致するとの観点から、自身の心身鍛錬体験によって到達した境地より語られた体系。晩年は、世界平和の鍵は、この三真理が一致した絶対真理にありとの確信より研究を続け、これを「宇宙大学」と名づけた。この研究成果は、膨大な原稿となり死後『宇宙倫理の書』として出版される。